# Ганцевичі
Га́нцевичі (біл. Ганцавічы, пол. Hancewicze) — місто в Берестейській області Білорусі.

## Географія

### Клімат
Клімат у населеному пункті вологий континентальний («Dfb» за класифікацією кліматів Кеппена). Опадів 616 мм на рік. Найменша кількість опадів спостерігається в лютому й сягає у середньому 27 мм. Найбільша кількість опадів випадає в червні — близько 85 мм. Різниця в опадах між сухими та вологими місяцями становить 58 мм. Пересічна температура січня — -6,1 °C, липня — 18,0 °C. Річна амплітуда температур становить 24,1 °C.
| Клімат                            | Клімат | Клімат | Клімат | Клімат | Клімат | Клімат | Клімат | Клімат | Клімат | Клімат | Клімат | Клімат | Клімат |
| Показник                          | Січ.   | Лют.   | Бер.   | Квіт.  | Трав.  | Черв.  | Лип.   | Серп.  | Вер.   | Жовт.  | Лист.  | Груд.  | Рік    |
| Середній максимум, °C             | −3,1   | −1,6   | 3,1    | 11,9   | 18,8   | 22,2   | 23,2   | 22,6   | 17,6   | 11,1   | 4,2    | −0,4   | 10,8   |
| Середня температура, °C           | −6,1   | −4,9   | −0,6   | 7,1    | 13,2   | 16,8   | 18,0   | 17,3   | 12,8   | 7,3    | 1,8    | −2,9   | 6,6    |
| Середній мінімум, °C              | −9     | −8,1   | −4,3   | 2,3    | 7,7    | 11,5   | 12,8   | 12,0   | 8,0    | 3,6    | −0,5   | −5,4   | 2,6    |
| Норма опадів, мм                  | 35     | 27     | 32     | 41     | 56     | 85     | 81     | 67     | 57     | 48     | 45     | 42     | 616    |
| --------------------------------- | ------ | ------ | ------ | ------ | ------ | ------ | ------ | ------ | ------ | ------ | ------ | ------ | ------ |
| Джерело: Climate-Data.org (англ.) |        |        |        |        |        |        |        |        |        |        |        |        |        |

## Історія
Місто вважається заснованим в 1898 році. У другій половині 19 століття Ганцевичі — це село Слуцького повіту Мінської губернії, володіння графа С. Чапського. Назва маєтку і села пішла від фольварку Ганцевичі, який згадується ще в архівних документах 1773 року.
З початкам будівництва Поліської залізниці — поселення отримало статус містечка. 3 відкриттям руху по Поліськой залізниці в 1884 році і будівництвам станції в її околицях починається промислова розробка і переробка лісу, а також центр виробітку скла. У 1888 в урочищі «Ельня» пінський купець Веніамін Вола, якому було дозволено орендарювати в графа Чапського половину десятини землі, починає будівництво першого лісопильного заводу. Завод розмішувався там, де тепер (в 2008 році) у Ганцавічах знаходиться автобусна станція. У 1900—1902 середньорічний оборот від лісових операцій і комісіонерства становив 40 тис. рублів.
У 1909 р. у містечку 157 дворів і 1026 жителів. На межі XIX—XX століть в місті працювала гута промисловців Краєвського і Столя, де виготовлялося віконне, дзеркальне та бемське (високоякісне богемське) скло. У 1909 р. зі станції було відправлено 45273 пуди скляних виробів.
Протягом 1917—1920 років тут тричі встановлювалася радянська влада. З 1921 року містечко у складі Польської Республіки. У Ганцевичах був католицький прихід з дерев'яним костелом 1921 року, який згорів з більшою часткою містечка в 1934 році. Православне населення мало велику церкву, також було дві синагоги, пошта, телеграф, поліцейській пост, доктор і фельдшер. Були готелі Сачалова, Слуцького, Ганцевичі, Лісовий і Вшеравіцького (ціна номера в добу близько 1,5 злотих), був ресторан Красинського (обід коштував біля одного злотого), кафе Грамбецького.
З 1939 — у БРСР. 15 січня 1940 утворений Ганцевицький район з центром у Ганцевічах. Ганцавічам надано статус селища міського типу. З 25 грудня 1962 року Ганцевичі входили до Ляховицького району, з 1966 того знову центр району. З 6 грудня 1973 — місто. Біля міста був збудований і знаходився російський військовий об'єкт — Радіолокаційна станція «Волга». Його планували закрити у 2020 році.

## Населення
У 1857 р. нараховувалося 250, відповідно до перепису 1897 р. — 633 жителів, в 1935 році — 2300 жителів, у 1959 році близько 3,5 тис. жителів, 14,7 тис. у 2006 році.
За переписом населення Білорусі 2009 року чисельність населення міста становила 13 894 особи.

### Національність
Розподіл населення за рідною національністю за даними перепису 2009 року:
| Національність | Осіб   | Відсоток |
| -------------- | ------ | -------- |
| білоруси       | 12 985 | 93,46 %  |
| росіяни        | 499    | 3,59 %   |
| поляки         | 204    | 1,47 %   |
| українці       | 134    | 0,96 %   |
| інші           | 72     | 0,52 %   |
| Разом          | 13 894 | 100 %    |

## Економіка
Підприємства харчової промисловості, будівельних матеріалів і лісової промисловості: ВАТ «Харчовик», шкіргалантерейний комбінат, хлібозавод, ВАТ «Молочний завод», рибгосп «Локтиші». Є готель.

## Культура
Краєзнавчий музей. Благовіщенський костел (1999), Православна церква св. Тихона (2000).

## Освіта
3 середніх школи, гімназія та один ліцей с/г виробництва, а також спеціальна школа-інтернат.

## Герб
Герб міста — на блакитному фоні щита варязької форми, у правому верхньому куті розташовані золоті півмісяць і зірка (елементи герба «Леліва»), як зв'язок з історичним символом графів Чапських, на землях яких було побудоване місто. У центральній частині щита розташовані два срібні журавлі, як символ природи полісся, прагнення в майбутнє, миролюбності і щастя.